# Baetica ustulata
Baetica ustulata es una especie de ortóptero de la familia Tettigoniidae endémica de Sierra Nevada, España. Es la única especie del género Baetica. Baetica ustulata fue descrita científicamente por primera vez por el entomólogo francés Jules Pierre Rambur en 1838.

## Características Morfológicas
Este insecto de tamaño mediano tiene un color negro brillante en el dorso y rojizo amarillento en el vientre, extendiéndose a las patas y al margen posterior del pronoto. El pronoto se puede distinguir porque no tiene carenas medias ni laterales, y oculta a la tegminas.  En los machos, los cercos están curvados, mientras que las hembras tienen un ovopositor curvado y largo, aproximadamente el doble de la longitud del pronoto, que oscila entre 16 y 17 mm. La longitud del cuerpo en machos es entre 18-22 mm mientras que en hembras es entre 22-26 mm. El pronoto mide entre 6 y 8.5 mm en los machos y entre 7 y 8 mm en las hembras. Las tegminas miden entre 1 y 1.5 mm en los machos, mientras que en las hembras varían de 0.5 a 1 mm. El fémur posterior presenta una longitud que va de 11.5 a 13 mm en los machos y de 11.5 a 13.5 mm en las hembras, siendo las patas de ambos cortas.

## Hábitat y ecología
Baetica ustulata habita en los pisos bioclimáticos oromediterráneo y criorromediterráneo, frecuentemente cerca del límite de las nieves perpetuas. Prefiere áreas abiertas o con escasa cobertura vegetal, donde puede hallarse bajo piedras en suelos silíceos poco cubiertos por vegetación almohadillada y espinosa, dentro de biotopos psicroxerófilos, que son fríos y secos, así como entre los matorrales de Genista baetica en biotopos xerófilos. En ocasiones, se encuentra dentro de los piornos que forman parte de la asociación Genisto-Juniperetum nanae.
La especie muestra una marcada especialización por su hábitat, lo que limita considerablemente su área de distribución. Barranco, Campos y Pascual (1995) analizaron una población situada en unos piornales correspondientes a la asociación Genisto-Juniperetum nanae, donde la mayoría de los ejemplares se localizaban en el interior de los piornos, aunque también eran comunes en las lajas de esquistos. Seleccionar un lugar para refugiarse depende principalmente de la disponibilidad de piornos.
Es probable que la población de Baetica ustulata podría estar potencialmente distribuida a lo largo de toda la zona silícea de Sierra Nevada, por encima de los 2000 metros de altitud, siempre asociada a biotopos xerófilos y psicroxerófilos con vegetación almohadillada espinosa y piornales.

## Distribución geográfica
Baetica ustulata es una especie endémica del macizo de Sierra Nevada, en el sur de la Península Ibérica. Su distribución se encuentra restringida a los pisos oromediterráneo y crioromediterráneo, en un rango altitudinal que abarca desde los 2.200 hasta los 3.450 metros sobre el nivel del mar.
Hasta el año 2007, la especie había sido citada únicamente en 25 cuadrículas UTM de 1 km², con presencia confirmada desde el Morrón del Chullo, en la provincia de Almería (límite oriental de su área de distribución), hasta los Borreguiles del Dílar (límite occidental), donde se encuentra el principal núcleo poblacional, asociado a los picos Mulhacén, Veleta y Caballo.
Entre 2007 y 2009 se llevaron a cabo prospecciones sistemáticas en 14 cuadrículas UTM de 10 km² que presentaban condiciones ecológicas favorables para la especie. Como resultado, Baetica ustulata fue localizada en 12 de estas cuadrículas mayores y en 150 cuadrículas de 1 km² (de un total de 300 visitadas). Este esfuerzo permitió multiplicar por más de cinco la distribución conocida hasta entonces.

## Demografía
Los primeros estudios indicaban que Baetica ustulata era una especie relativamente escasa dentro de su área de distribución. No obstante, investigaciones posteriores documentaron densidades de hasta 500 individuos por hectárea en el sector oriental de Sierra Nevada. Aunque generalmente se encuentran agrupaciones de no más de tres individuos, se ha citado un grupo de 13 hembras en un matorral espinoso de menos de un metro cuadrado, lo que podría interpretarse como una baja territorialidad debido a la elevada disponibilidad de recursos.
Estos hallazgos sugieren que esta especie está bien distribuida por toda la Sierra Nevada y no es una especie rara, aunque su población puede ser vulnerable a alteraciones del hábitat. A falta de estudios genéticos concluyentes, se considera que la población corresponde a una única unidad biológica con cierta movilidad dentro de su rango altitudinal.
Cabe destacar que según algunos estudios utilizados por la UICN, la población muestra una marcada inestabilidad demográfica, con fluctuaciones en el número de individuos maduros que pueden variar en un orden de magnitud de hasta diez veces, lo que se interpreta como una fluctuación extrema en el tamaño poblacional. Además, se prevé una disminución progresiva en el número de ejemplares adultos como consecuencia de las amenazas persistentes, en particular los efectos del cambio climático sobre su hábitat de alta montaña.

## Reproducción
La reproducción de Baetica ustulata ha sido poco documentada, aunque se conocen algunos aspectos clave sobre su comportamiento reproductivo. La cópula ha sido observada durante el verano, coincidiendo con el periodo de mayor actividad de la especie en su hábitat alpino. Como ocurre en otras especies de ortópteros, los machos de B. ustulata ofrecen a las hembras un regalo nupcial en forma de espermatóforo, que incluye una ampolla con el esperma y una masa gelatinosa llamada espermatofilax. Este espermatofilax, rico en proteínas, contribuye a aumentar el éxito reproductivo del macho al facilitar la transferencia completa del esperma, al tiempo que proporciona beneficios metabólicos a la hembra.
En especies de la subfamilia Ephippigerinae, el espermatóforo suele representar más del 20% de la masa corporal del macho, lo que indica un alto coste energético asociado a su producción. Este regalo nupcial incluye una ampolla con esperma y un espermatofílax, que la hembra consume durante la transferencia espermática, y cuya función parece ser evitar que la hembra interrumpa la cópula antes de completarse la transferencia. Dado que su hábitat presenta escasez de recursos nutricionales, especialmente proteínas, se ha sugerido que el canibalismo podría desempeñar un papel adaptativo en la estrategia reproductiva de la especie. En concreto, se ha documentado el consumo de individuos conespecíficos, posiblemente como fuente adicional de nutrientes necesarios para la producción del espermatofílax. Este comportamiento ha sido observado en machos, y podría estar relacionado con la competencia territorial o con la obtención de recursos esenciales en un entorno extremadamente limitado.
Además, se ha reportado que los machos de B. ustulata presentan conductas agresivas entre sí, incluyendo luchas con fuerte estridulación y, en algunos casos, decapitaciones, lo que podría estar vinculado a la defensa de territorios o al acceso a las hembras. 

## Factores de amenaza
Baetica ustulata es una especie endémica de zonas de alta montaña de la Sierra Nevada, un ecosistema especialmente sensible a los cambios ambientales. Entre los principales factores de amenaza que enfrenta esta especie, destacan la alteración de su hábitat y el cambio climático.
Diversos estudios han identificado que los invertebrados con distribución restringida en áreas montañosas, como B. ustulata, son particularmente vulnerables al cambio climático debido a su escasa capacidad de desplazamiento y a la pérdida progresiva de hábitats adecuados a medida que las condiciones climáticas se modifican. Las proyecciones climáticas para el futuro (2050 y 2070) indican que muchas especies endémicas de montaña en la península ibérica experimentarán una reducción significativa de su área potencialmente habitable, siendo las especies con distribuciones más estrechas las más afectadas.
Además del cambio climático, B. ustulata se enfrenta a amenazas derivadas de actividades humanas, como la presión turística en zonas de alta montaña, la alteración del régimen de nieves y posibles incendios forestales o perturbaciones en su hábitat rocoso de alta altitud.
La combinación de estos factores puede agravar el riesgo de extinción de esta especie, que ya está catalogada comoen peligro de extinción según la UICN. Se ha propuesto que la conservación de este ortóptero debe centrarse en medidas específicas que incluyan la protección efectiva de su hábitat, el seguimiento de las poblaciones y la evaluación continua de su vulnerabilidad ante el cambio climático.

## Peligros y protección
Los principales peligros a los que se enfrenta esta especie están relacionadas con las actividades antrópicas y el cambio global. El desarrollo residencial y comercial, específicamente de las áreas turísticas y de recreación y las zonas residenciales y urbanas, son unas de las principales amenazas. También les afecta la intrusión y perturbaciones causadas por las actividades humanas, recreacionales y el cambio climático y el clima severo.
Es una especie especialmente sensible a la alteración de su hábitat, ya sea debido a su reducción o deterioro. Esto se debe a su elevada especificidad por su hábitat de alta montaña, que a la vez es susceptible de ser modificado por estaciones de esquí, turismo o la presión urbanística.  Los efectos del cambio climático también se consideran un factor de amenaza importante, no solo en Baetica ustulata, sino en muchas otras especies de invertebrados endémicas de la Península Ibérica, esperándose que sea esta la causante de la reducción de su área de distribución total en un futuro.
Ante esta cituació, B. ustulata se encuentra bajo diferentes figuras de protección legal entre las cuales se encuentran: el Catálogo Español de Especies Amenazadas: sensible a la alteración de su hábitat, el Catálogo Andaluz de Especies Amenazadas: sensible a la alteración de su hábitat, el Convenio de Berna: Apéndice II y la Directiva Hábitats: Anexos II y V. 
Actualmente, gran parte del hábitat que ocupa B. ustulata está incluido en el Parque Natural y el Parque Nacional de Sierra Nevada, lo que le confiere una gran protección. Otras medidas de protección propuestas son el control de actividades humanas que puedan afectar a sus poblaciones, especialmente aquellas relacionadas con el turismo y el ocio. También se propone fomentar la investigación en relación con su biología y ecología y cómo los distintos impactos afectan a esta especie e invertir tiempo y dinero en el seguimiento de las poblaciones, ya que podrían usarse como bioindicadores de los cambios climáticos locales. Además, se propone incrementar los esfuerzos de protección hacia otras especies de fauna y flora que cohabitan con B. ustulata.

## Valor de la especie
Aunque no es una especie con importancia socioeconómica, sí que tiene otros valores como pueden ser el científico, ecológico y cultural. Al tener características taxonómicas, anatómicas y ecológicas tan singulares, tiene un gran valor científico tanto a nivel de conocimiento de la biodiversidad como por su capacidad de ser un bioindicador. Los valores culturales también están muy ligados a su importancia biológica. Al ser una especie endémica de Sierra Nevada, estar bien distribuida por todo el Parque Nacional y estar bajo tantas figuras de protección, que la hace una especie ampliamente estudiada, se podría considerar de interés educacional para la población general.